# Jimmy Iovine
Jimmy Iovine (* 11. března 1953) je americký hudební producent a podnikatel.
Narodil se do italské rodiny v Brooklynu. Vysokou školu nedokončil, místo toho přijal práci uklízeče v nahrávacím studiu, brzy začal pracovat jako zvukový inženýr. Pracoval například na nahrávkách Johna Lennona, Harryho Nilssona a skupiny Electric Light Orchestra. Postupně se propracoval do role producenta, jeho prvním úspěchem bylo album Easter (1978) zpěvačky Patti Smith. Brzy produkoval alba Stevie Nicks, Toma Pettyho, Boba Segera, skupiny Dire Straits a dalších. V roce 1990 založil spolu s Tedem Fieldem vydavatelství Interscope Records. Spolu s rapperem Dr. Dre založil v roce 2006 společnost Beats Electronics, zabývající se výrobou audiotechniky. Byl jedním z producentů filmu 8. míle (2002). V roce 2022 byl uveden do Rokenrolové síně slávy.